# Samsu-dong
Samsu-dong (koreanska: 삼수동) är en stadsdel i kommunen Taebaek i provinsen Gangwon i Sydkorea, 180 km öster om huvudstaden Seoul.